# Jarrod Bowen
Jarrod Bowen (* 20. prosince 1996 Leominster) je anglický profesionální fotbalista, který hraje na pozici útočníka či křídelníka za klub, hrající anglickou Premier League, West Ham United FC. Předtím hrál za Hereford United a Hull City.

## Klubová kariéra

### Hereford United
Po neúspěšných testech v Aston Ville a Cardiffu City zahájil Bowen svou kariéru v Herefordu United. Ve věku 17 let se Bowen dostal do prvního týmu, debutoval při prohře 2:0 proti Barnetu 22. března 2014. 21. dubna 2014 vstřelil svůj první gól v kariéře při domácím vítězství nad Alfreton Town 3:2.

### Hull City
Poté, co byl Hereford kvůli finančním nesrovnalostem vyloučen z ligy v červnu 2014, Bowen přestoupil do Hullu City. Debutoval 23. srpna, když odehrál celý zápas EFL Cupu proti Exeteru City, zápas skončil vítězstvím Hullu 3:1. 7. listopadu 2016, podepsal novou dvouroční smlouvu.
Bowen vstřelil svůj první gól za Hull 5. srpna 2017 v utkání proti Aston Ville a zajistil týmu bod za remízu 1:1. V září 2017 podepsal novou smlouvu do června 2020. Během sezóny 2017/18 nastřílel ve všech soutěžích 15 gólů, stal se tak nejlepším střelec Hullu v sezóně. Na slavnostním předávání klubových ocenění 8. května 2018 získal Bowen ocenění pro Hráče roku podle fanoušků a také pro Hráče roku podle hráčů.
Bowen byl nominován na cenu Hráč měsíce EFL Championship za prosinec 2018, následně cenu získal v lednu 2019. V březnu 2019 byl vybrán do Nejlepší jedenáctky EFL Championship sezóny 2018/19. V sezóně nastřílel ve všech soutěžích dohromady 22 gólů, obhájil tak označení nejlepšího klubového střelce. Na slavnostním předávání ocenění sezóny 7. května 2019 získal Bowen ocenění pro Hráče roku, Hráče roku podle hráčů a také Hráč roku podle fanoušků.

### West Ham United
31. ledna 2020 Bowen přestoupil do West Hamu United za 18 milionů £, přičemž se částka mohla vyšplhat až na 25 milionů £ za případné doplatky. Dne 29. února 2020, při svém prvním startu za West Ham, vstřelil svůj první gól za klub, při výhře 3:1 proti Southamptonu.

## Statistiky
K 21. únoru 2021
| Klub            | Sezón   | Liga               | Liga   | Liga | FA Cup | FA Cup | EFL Cup | EFL Cup | Ostatní | Ostatní | Celkem | Celkem |
| Klub            | Sezón   | Liga               | Zápasy | Góly | Zápasy | Góly   | Zápasy  | Góly    | Zápasy  | Góly    | Zápasy | Góly   |
| --------------- | ------- | ------------------ | ------ | ---- | ------ | ------ | ------- | ------- | ------- | ------- | ------ | ------ |
| Hereford United | 2013/14 | Conference Premier | 8      | 1    | 0      | 0      | —       | —       | 0       | 0       | 8      | 1      |
| Hull City       | 2014/15 | Premier League     | 0      | 0    | 0      | 0      | 0       | 0       | 0       | 0       | 0      | 0      |
| Hull City       | 2015/16 | Championship       | 0      | 0    | 0      | 0      | 0       | 0       | 0       | 0       | 0      | 0      |
| Hull City       | 2016/17 | Premier League     | 7      | 0    | 0      | 0      | 2       | 0       | —       | —       | 9      | 0      |
| Hull City       | 2017/18 | Championship       | 42     | 14   | 2      | 1      | 0       | 0       | —       | —       | 44     | 15     |
| Hull City       | 2018/19 | Championship       | 46     | 22   | 0      | 0      | 0       | 0       | —       | —       | 46     | 22     |
| Hull City       | 2019/20 | Championship       | 29     | 16   | 2      | 0      | 1       | 1       | —       | —       | 32     | 17     |
| Hull City       | Celkem  | Celkem             | 124    | 52   | 4      | 1      | 3       | 1       | 0       | 0       | 131    | 54     |
| West Ham United | 2019/20 | Premier League     | 13     | 1    | —      | —      | —       | —       | —       | —       | 13     | 1      |
| West Ham United | 2020/21 | Premier League     | 25     | 5    | 2      | 0      | 0       | 0       | —       | —       | 27     | 5      |
| West Ham United | Celkem  | Celkem             | 38     | 6    | 2      | 0      | 0       | 0       | 0       | 0       | 40     | 6      |
| Celkem          | Celkem  | Celkem             | 170    | 59   | 6      | 1      | 3       | 1       | 0       | 0       | 179    | 61     |